# Yeray Álvarez
Yeray Álvarez López (* 24. ledna 1995), známý jako Yeray, je španělský fotbalista, který hraje jako obránce za španělský klub Athletic Bilbao.

## Reprezentační kariéra
Dne 23. března 2017 Yeray debutoval za Španělsko U21 proti Dánsku. Byl vybrán do týmu pro Mistrovství Evropy U17 2017, kvůli nemoci se ale turnaje nezúčastnil.
V listopadu 2020 debutoval za reprezentaci Baskicka proti Kostarice.